# Himne de Nova Rússia
Visca Nova Rússia! (en rus: Живи, Новороссия!, en ucraïnès: Живи, Новоросія!) és l'himne nacional no oficial de la unió no reconeguda de les Repúbliques Populars de Donetsk (RPD) i de Luhansk (RPL). La música fou composta per Anton Lebedinets principalment per a l'himne de l'RSS d'Ucraïna el 1949. L'autor del text de l'himne de la Ucraïna Soviètica fou Pàvel Tytxina. El 2014 el text de Pàvel Tytxina fou reelaborat per Oleg Ivaxev per a l'estat no reconegut de Nova Rússia.

## Text de l'himne de Nova Rússia
Text: Oleg Ivaxev
Música: Anton Lebedinets
Мы — Новая Русь, сквозь пожары и грозы

Под небом огромным мы счастье нашли.

Меж равными равные волею божьей

Свободные люди свободной земли.

Слава народу творящему, слава!

Слава Отчизне, взлелеявшей нас!

Живи, Новороссия, наша держава,

Сплоченная силой народов и рас.

Нам завжди у битвах за долю народу

Був другом і братом сусідній народ.

Веде нас Господь переможним походом

Під прапором віри до світлих висот.

Слава народу завзятому, слава!

Слава вітчизні на віки віків!

Живи, Нова Русь, ти шляхетна держава,

Єдина родина народів-братів.

Священный союз городов и селений,

Мы Родину славим победами вновь.

В счастливое время великих свершений

На мирной земле торжествует Любовь.

Слава народу творящему, слава!

Слава отчизне, взлелеявшей нас!

Живи, Новороссия, наша держава,

Сплоченная силой народов и рас.

## Traducció al català
Som Rússia Nova a través dels incendis,

Sota un cel ampli hem trobat la felicitat!

Igualtat entre els companys per la voluntat de Déu,

Gent lliure que viu en la terra de la llibertat!

Glòria, és el fruit del nostre treball!

Pàtria gloriosa, que ens ha acariciat!

Visca, Nova Rússia, ets el nostre país,

Unida amb el poder i la voluntat de la gent!

Sempre en batalles pel destí del nostre poble,

El poble veí va ser amic i germà.

Ens guia el Déu en la campanya victoriosa,

Sota la bandera de la fe a les altures brillants.

Glòria, és el fruit del nostre treball!

Glòria a la Pàtria per temps indefinits!

Visca Nova Rússia, el nostre país noble,

Ets l'única Pàtria dels pobles germans!

La santa unió de ciutats i pobles

Glorifiquem a la Pàtria un altre cop,

En aquest gran moment dels èxits molt grans

En aquesta terra triomfa l'Amor

Glòria, és el fruit del nostre treball!

Pàtria gloriosa, que ens ha acariciat!

Visca, Nova Rússia, ets el nostre país,

Unida amb el poder i la voluntat de la gent!